# Medosesi
Medosesi (znanstveno ime Nectariniidae) so družina ptic iz reda pevcev, razširjena po južnih predelih Starega sveta in delu Avstralije. Ime so dobili po prehranjevanju z nektarjem, ki ga sesajo z dolgim, ukrivljenim kljunom, in tudi sicer po več značilnostih spominjajo na kolibrije. Mednje uvrščamo 146 danes živečih vrst v 16 rodovih.

## Opis
So majhni ptiči s srednje dolgimi perutmi in repom, ki ima pri nekaterih vrstah zelo podaljšan srednji par peres. Njihov kljun je zelo dolg, koničast in ukrivljen navzdol. V kombinaciji s cevastim jezikom, ki spominja na kolibrijevega, ga uporabljajo za sesanje nektarja na bazi dolgih cvetov, kar izkoriščajo rastline za opraševanje. Na kolibrije spominjajo tudi po tem, da včasih lebdijo ob cvetu, vendar so manj spretni in pogosteje pristanejo ob njem. V nasprotju z imenom se sicer pretežno prehranjujejo z žuželkami in pajki, ki jih lovijo po vegetaciji, a je tudi nektar pomemben del prehrane.
Na kolibrije spominjajo tudi po pisani obarvanosti z različnimi živimi odtenki rdeče, rumene, pa tudi iridescenčne zelene ali modre v vpadljivih vzorcih. Samci so praviloma bolj pisani od samic. Par ostane skupaj dlje časa (so monogamni) in sodeluje pri vzreji potomcev, gnezdo, ki je največkrat kroglasto in viseče, pa gradi samo samica. Nekateri gnezdijo v skupinah, tam pri vzreji mladičev sodelujejo tudi drugi osebki.

## Habitat in razširjenost
Naseljujejo raznolike habitate, od sušnih savan do tropskih deževnih gozdov in visokogorij. Kjer je virov hrane malo, jih včasih branijo kot svoj teritorij.
Družina je razširjena po tropskih in subtropskih predelih Starega sveta, od podsaharske Afrike do Južne in Jugovzhodne Azije ter severa Avstralije in oceanskih otokov na skrajnem jugovzhodu. Več vrst ogroža izguba habitatov zaradi izsekavanja gozdov.

## Seznam rodov
Družina vsebuje 152 vrst razdeljenih v 16 rodov:
| Slika | Rod                                       | Vrste |
| ----- | ----------------------------------------- | --- |
|       | Chalcoparia Cabanis, 1851                 | - Chalcoparia singalensis (monotip) |
|       | Deleornis Wolters, 1977                   | - Deleornis fraseri - Deleornis axillaris |
|       | Anthreptes Swainson, 1832                 | 15 vrst: - Anthreptes reichenowi - Anthreptes anchietae - Anthreptes simplex - Anthreptes malacensis - Anthreptes griseigularis - Anthreptes rhodolaemus - Anthreptes gabonicus - Anthreptes longuemarei - Anthreptes orientalis - Anthreptes neglectus - Anthreptes aurantius - Anthreptes seimundi - Anthreptes rectirostris - Anthreptes tephrolaemus - Anthreptes rubritorques |
|       | Hedydipna Cabanis, 1851                   | - Hedydipna collaris - Hedydipna platura - Hedydipna metallica - Hedydipna pallidigaster |
|       | Anabathmis Reichenow, 1905                | - Anabathmis reichenbachii - Anabathmis hartlaubii - Anabathmis newtonii |
|       | Dreptes Illiger, 1811                     | - Dreptes thomensis (monotip) |
|       | Anthobaphes Cabanis, 1851                 | - Anthobaphes violacea (monotip) |
|       | Cyanomitra Reichenbach, 1853              | - Cyanomitra verticalis - Cyanomitra bannermani - Cyanomitra cyanolaema - Cyanomitra oritis - Cyanomitra alinae - Cyanomitra olivacea - Cyanomitra veroxii |
|       | Chalcomitra Reichenbach, 1853             | - Chalcomitra adelberti - Chalcomitra fuliginosa - Chalcomitra rubescens - Chalcomitra amethystina - Chalcomitra senegalensis - Chalcomitra hunteri - Chalcomitra balfouri |
|       | Leptocoma Cabanis, 1851                   | - Leptocoma zeylonica - Leptocoma minima - Leptocoma sperata - Leptocoma brasiliana - Leptocoma aspasia - Leptocoma calcostetha |
|       | Nectarinia Illiger, 1811                  | - Nectarinia bocagii - Nectarinia purpureiventris - Nectarinia tacazze - Nectarinia kilimensis - Nectarinia famosa - Nectarinia johnstoni |
|       | Drepanorhynchus Fischer & Reichenow, 1884 | - Drepanorhynchus reichenowi (monotip) |
|       | Cinnyris Cuvier, 1816                     | 63 vrst: - Cinnyris chloropygius - Cinnyris minullus - Cinnyris manoensis - Cinnyris gertrudis - Cinnyris chalybeus - Cinnyris neergaardi - Cinnyris stuhlmanni - Cinnyris whytei - Cinnyris prigoginei - Cinnyris ludovicensis - Cinnyris reichenowi - Cinnyris afer - Cinnyris regius - Cinnyris rockefelleri - Cinnyris mediocris - Cinnyris usambaricus - Cinnyris fuelleborni - Cinnyris moreaui - Cinnyris pulchellus - Cinnyris loveridgei - Cinnyris mariquensis - Cinnyris shelleyi - Cinnyris congensis - Cinnyris erythrocercus - Cinnyris nectarinioides - Cinnyris bifasciatus - Cinnyris tsavoensis - Cinnyris chalcomelas - Cinnyris pembae - Cinnyris bouvieri - Cinnyris osea - Cinnyris hellmayri - Cinnyris habessinicus - Cinnyris coccinigastrus - Cinnyris johannae - Cinnyris superbus - Cinnyris rufipennis - Cinnyris oustaleti - Cinnyris talatala - Cinnyris venustus - Cinnyris fuscus - Cinnyris ursulae - Cinnyris batesi - Cinnyris cupreus - Cinnyris asiaticus - Cinnyris jugularis - Cinnyris buettikoferi - Cinnyris solaris - Cinnyris sovimanga - Cinnyris dussumieri - Cinnyris notatus - Cinnyris humbloti - Cinnyris comorensis - Cinnyris coquerellii - Cinnyris lotenius |
|       | Aethopyga Cabanis, 1851                   | 22 vrst: - Aethopyga primigenia - Aethopyga boltoni - Aethopyga linaraborae - Aethopyga flagrans - Aethopyga guimarasensis - Aethopyga pulcherrima - Aethopyga jefferyi - Aethopyga decorosa - Aethopyga duyvenbodei - Aethopyga shelleyi - Aethopyga bella - Aethopyga gouldiae - Aethopyga nipalensis - Aethopyga eximia - Aethopyga christinae - Aethopyga saturata - Aethopyga siparaja - Aethopyga magnifica - Aethopyga vigorsii - Aethopyga mystacalis - Aethopyga temminckii - Aethopyga ignicauda |
|       | Kurochkinegramma Kashain, 1978            | - Kurochkinegramma hypogrammicum (monotip) |
|       | Arachnothera Temminck, 1826               | 13 vrst: - Arachnothera longirostra - Arachnothera flammifera - Arachnothera dilutior - Arachnothera crassirostris - Arachnothera robusta - Arachnothera flavigaster - Arachnothera chrysogenys - Arachnothera clarae - Arachnothera modesta - Arachnothera affinis - Arachnothera everetti - Arachnothera magna - Arachnothera juliae |